# Burgwall Reckahn

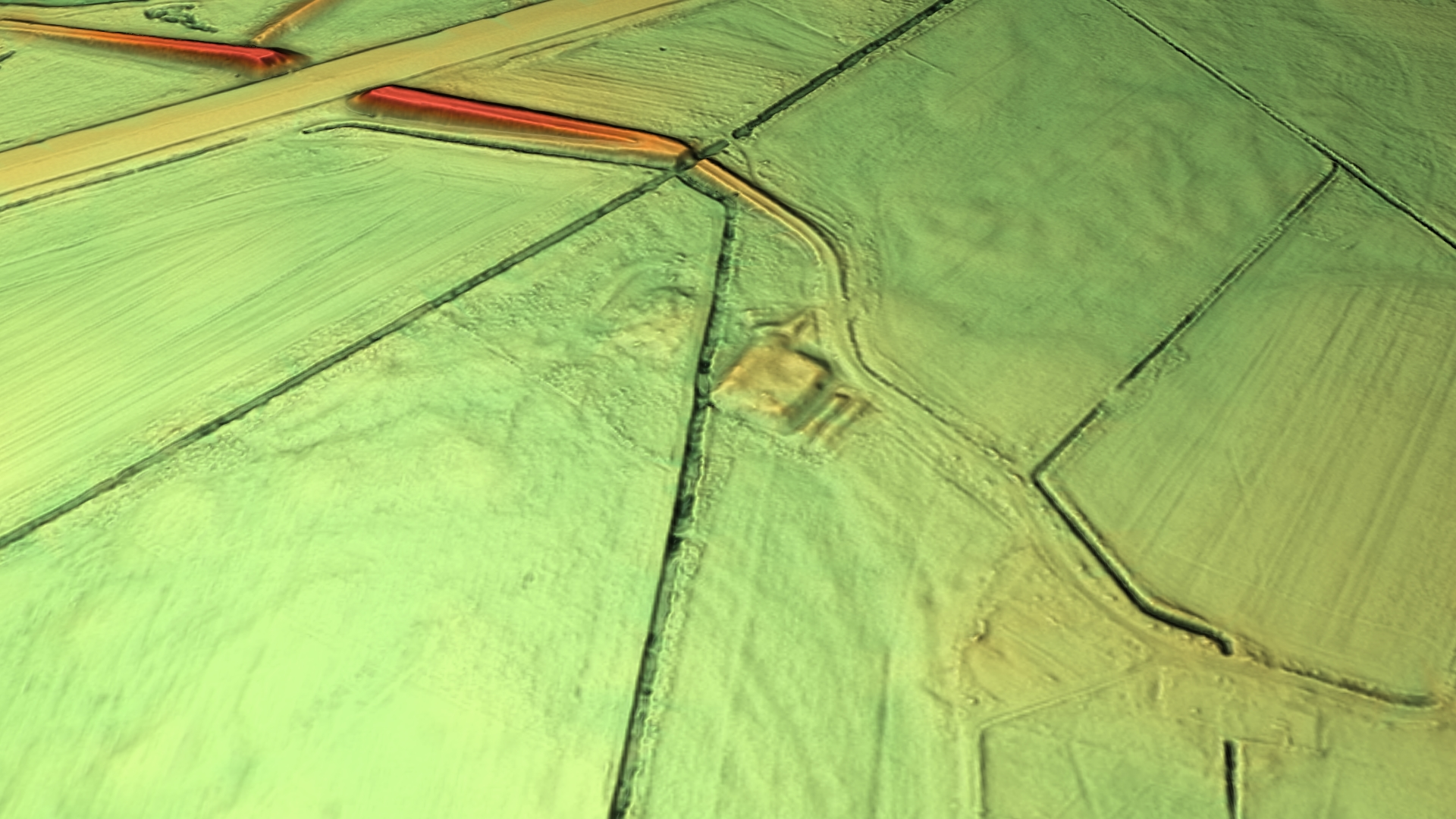
3D-Ansicht des digitalen Geländemodells

Der Burgwall Reckahn ist eine zweiteilige Anlage nahe dem Dorf Reckahn in der Gemeinde Kloster Lehnin. Die Anlage besteht aus einem Burgstall eines slawischen Burgwalls und eines wahrscheinlich neuzeitlichen Schanzwerks.

## Anlage

Karte der Anlage

Der bewaldete Burgwall Reckahn liegt etwa ein Kilometer nordwestlich des Dorfes inmitten eines eiszeitlichen feuchten und sumpfigen Niederungsgebietes. Die erkennbar zweiteilige Anlage wird durch den Gänsegraben, einem Entwässerungsgraben, zerschnitten. Unmittelbar nordwestlich fließt ein begradigter Nebenarm des Flusses Plane, die Alte Plane. 350 Meter nördlich beziehungsweise nordwestlich verläuft die Bundesautobahn 2.
Eine Wallburg, die slawischen Ursprungs ist, liegt westlich des Gänsegrabens. Diese Sumpfburg ist rund bis oval. Der zentrale Burgbereich ist nur noch leicht, etwa ein bis zwei Meter über dem Umland, erhaben. Im Norden und Westen ist noch seicht ein umlaufender Burggraben zu erkennen, der sich bei Feuchtigkeit mit Wasser füllt. Dieser Graben wird nach außen durch einen ebenfalls nur noch etwa ein Meter erhabenen Wall begrenzt.
Östlich des Gänsegrabens befindet sich ein etwa trapezförmiger zweiter Teil. Dieser ist etwa zwei bis zweieinhalb Meter erhaben. Südöstlich verlaufen zwei Vorwälle parallel. Ein weiterer Vorwall liegt nördlich. Es wird angenommen, dass es sich beim östlich des Gänsegrabens liegenden Teil der Gesamtanlage um ein neuzeitliches Bauwerk handelt, welches eventuell im Rahmen eines längeren Militärmanövers der preußischen Armee mit mehreren zehntausend Soldaten bei Reckahn von Frühjahr bis Herbst 1741 angelegt oder zumindest erweitert wurde.
Die Gesamtanlage ist einschließlich der historischen Siedlung und Wüstung Duster Reckahn, die unmittelbar bei der Bundesautobahn lag, in der Denkmalliste des Landes Brandenburg als Bodendenkmal, als „Siedlung slawisches Mittelalter, Burgwall slawisches Mittelalter, Siedlung deutsches Mittelalter, Burgwall deutsches Mittelalter“ eingetragen.